# Spanish Wells (distriktshuvudort)
Spanish Wells (engelska: Spanish Wells Settlement) är en distriktshuvudort i Bahamas.   Den ligger i distriktet Spanish Wells District, i den nordöstra delen av landet, 80 km nordost om huvudstaden Nassau. Spanish Wells ligger 9 meter över havet och antalet invånare är 1 500.
Terrängen runt Spanish Wells är mycket platt. Havet är nära Spanish Wells åt nordväst. Trakten är glest befolkad. Närmaste större samhälle är Dunmore Town, 13,7 km öster om Spanish Wells. 